# Буркинийская федерация футбола
Буркини́йская федера́ция футбо́ла (фр. Fédération Burkinabé de Foot-Ball) — организация, осуществляющая контроль и управление футболом в Буркина-Фасо. Располагается в Уагадугу. БФФ основана в 1960 году, вступила в ФИФА и в КАФ в 1964 году. В 1975 году стала членом-основателем Западноафриканского футбольного союза. Федерация организует деятельность и управляет национальными сборными по футболу (мужской, женской, молодёжными). Под эгидой федерации проводится чемпионат страны и другие соревнования.